# Reginald Aldworth Daly
Reginald Aldworth Daly (Napanee, 18 marzo 1871 – Cambridge, 19 settembre 1957) è stato un geologo canadese.

## Biografia
Ha studiato all'università di Toronto, dove il geologo Arthur Philemon Coleman lo convince a non insegnare matematica ma a dedicarsi alle scienze della terra. Dopo aver conseguito il dottorato di ricerca ad Harvard, svolse un lavoro post laurea in Germania e Francia. Lavorò come geologo sul campo per la International Boundary Commission, per poi diventare professore e dirigere il Dipartimento di Geologia dell'Università di Harvard dal 1912 al 1942. Daly fu inoltre presidente della Geological Society of America nel 1932.
Lavorando per la Boundary Commission per sei stagioni, Daly ha mappato il confine tra gli Stati Uniti d'America e il Canada dall'Oceano Pacifico alle Grandi Pianure: una zona irregolare lunga 640 km e larga da 8 a 16 km. Durante questo lavoro, ha raccolto 1 500 campioni di roccia e realizzato 960 sezioni sottili, usando una tecnica di lucidatura tedesca imparata da studente. Il progetto comprendeva anche 1 300 fotografie, decine di scandagliamenti lacustri, cartografie stratigrafiche e strutturali, petrologia e morfologia. Nel 1912, presentò il suo rapporto finale con il Geological Survey of Canada in una raccolta di tre volumi chiamata North America Cordillera: Forty-Ninth Parallel. Questo lavoro lungo il 49º parallelo lo portò a formulare una teoria sulle origini delle rocce magmatiche e in seguito pubblicò la sua opera fondamentale Igneous Rocks and their origin nel 1914.
Secondo il suo biografo James Natland, Daly fu uno dei primi sostenitori della teoria della deriva dei continenti di Arthur Holmes e Alfred Wegener e riassunse le proprie idee in Our Mobile Earth (1926), che includeva nella copertina la celebre frase di Galileo: E pur si muove!. La teoria di Daly sul movimento dei continenti si basava in parte sull'idea che dopo la separazione della Luna dalla Terra, il movimento continentale costituisse una naturale conseguenza per il riequilibrio del pianeta; ha anche suggerito che il materiale continentale che si accumula vicino agli oceani alla fine scivola e costringe i continenti a muoversi. Ha trattato ampiamente questa teoria nell'opera del 1940 Strength and Structure of the Earth, dove anticipa aspetti della tettonica delle placche, compresa la presenza di un "guscio mesosferico" e di un substrato basaltico vetroso scivoloso.
Daly propose anche la teoria dell'impatto per la formazione della Luna nel 1946, che contrastava le due opinioni prevalenti all'epoca: l'ipotesi di George Darwin che la Luna si fosse staccata dalla Terra primordiale a causa della forza centrifuga e quella secondo cui la Luna non fosse altro che un asteroide catturato dal campo gravitazionale terrestre. Daly ha applicato la fisica newtoniana per far valere le proprie ipotesi, che sono state successivamente provate.
Daly ricevette la medaglia Penrose nel 1935, la medaglia Wollaston nel 1942 e la medaglia William Bowie nel 1946. Nel 1950 divenne membro straniero della Royal Netherlands Academy of Arts and Sciences. Il minerale dalyite e gli omonimi crateri su Marte e sulla Luna sono chiamati così in suo onore. La sua casa di Cambridge, nel Massachusetts è ora un National Historic Landmark.